# La familia Pepe
La familia Pepe es una serie de historieta creada en 1947 por Juan García Iranzo para la revista Pulgarcito de Editorial Bruguera. Fue la serie sobre familias más famosa de los tebeos de la posguerra, junto a La familia Ulises de Benejam.

## Características
La familia Pepe se diferencia de la mayoría de las series de la Escuela Bruguera por una serie de rasgos:
- No incide en la crítica costumbrista, sino en el delirio y la reducción al absurdo.[2]
- La tipología de sus protagonistas remite a modelos madrileños más que barceloneses.[1]